# Григорьев, Владимир Викторович (книгоиздатель)
Владимир Викторович Григорьев (10 декабря 1958, Запорожье, Украинская ССР) — российский государственный и общественный деятель, книгоиздатель, продюсер и медиаменеджер. Заместитель руководителя Федерального агентства по печати и массовым коммуникациям (Роспечать) в 2017—2020 годах, директор Департамента государственной поддержки периодической печати и книжной индустрии Минцифры с октября 2021 года.
Лауреат Государственной премии Российской Федерации (2002).

## Биография
Окончил Московский государственный педагогический институт иностранных языков им. Мориса Тореза (ныне Московский государственный лингвистический университет).
Профессиональный лингвист, переводчик. Владеет несколькими европейскими языками: английским, испанским, польским, украинским.
Начинал свою карьеру в 1980-х гг. как журналист и редактор в Агентстве печати «Новости» — АПН (ныне Российское агентство международной информации «РИА Новости»). Автор и редактор-составитель целого ряда пропагандистских изданий, вышедших на десятках иностранных языках «СССР-100 вопросов и ответов», «Откуда исходит угроза миру», «Кто подрывает международные договоры» и т. д.

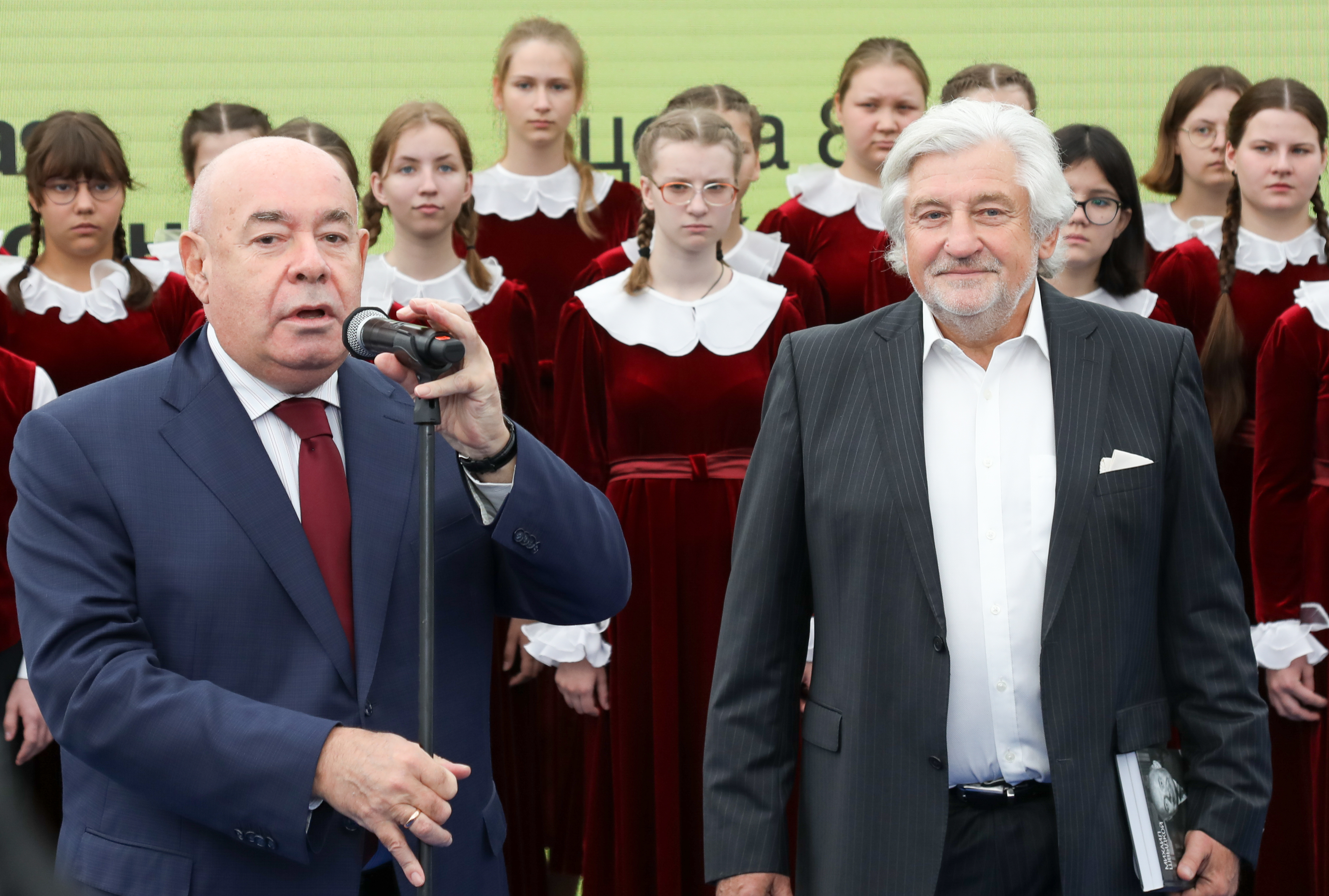
Михаил Швыдкой и Владимир Григорьев на первой Московской международной детской книжной ярмарке в Экспоцентре

С конца 80-х занимается литературой и художественной публицистикой. Ещё в АПН подготовил к выпуску серию современной зарубежной прозы «Мировой бестселлер» и серию работ ведущих отечественных авторов — Евтушенко, Гранина, редактировал мемуары А. Собчака, Э. Шеварнадзе, М. Горбачёва.
После распада СССР в декабре 1991 г. покинул АПН и уже в начале 1992 г. (вместе с Глебом Успенским) и возглавил собственное издательство «Вагриус» — одно из самых ярких и заметных в истории новой России.
В 1998 г. имя Владимира Григорьева упоминается в связи с историей о получении А. Чубайсом и его коллегами по 90 тысяч долларов за книгу «История российской приватизации» («Дело писателей»). Против Григорьева было возбуждено дело по ст.198. После проведённых у него обысков целый ряд ведущих отечественных деятелей культуры обратился с открытым письмом к Президенту Ельцину и премьер-министру Е. Примакову с открытым письмом против действий ФСНП (МК 14.12.98).
В 1996 г. основал (вместе с В. Жечковым и С. Лисовским) компанию «Премьер Видео Фильм» и в должности её президента организовал кино-театральный прокат и выпуск легального видео российских и зарубежных фильмов, а также продюсировал кино- и телефильмы, телевизионные художественно-публицистические программы для ведущих федеральных каналов.
С 1999 года — на государственной службе: с 1999 по 2004 гг. — в статусе заместителя министра Российской Федерации по делам печати, телерадиовещания и средств массовых коммуникаций, а с 2008 г. — заместителя руководителя Федерального агентства по печати и массовым коммуникациям.
Президент «Центра поддержки отечественной словесности», который организовывает и проводит церемонии награждения конкурса «Книгуру» и премии «Лицей». Создатель и бессменный председатель Попечительского совета российской Национальной литературной премии «Большая книга». Председатель Организационного комитета Московской международной книжной ярмарки. Создатель и председатель Наблюдательного совета «Института перевода», который занимается продвижением классической и современной русской литературы на зарубежные рынки.
Создатель программы Read Russia — участия российских издательств и авторов в зарубежных книжных ярмарках и литературных фестивалях, а также одноимённой премии за лучшие переводы русской литературы на иностранные языки.
С 2004 г. по н/в — представитель Российской Федерации в Европейской аудиовизуальной обсерватории.
Председатель Совета Российско-Польского «Фонда диалога и согласия».
С 2004 по 2009 гг. являлся президентом Федерации гандбола-Союза гандболистов России.
С 2015 г. является заместителем председателя оргкомитета-директором дирекции книжного фестиваля «Красная площадь».

## Награды и премии
- Орден Почёта (17 мая 2016 года) — за большие заслуги в развитии отечественной культуры и искусства, средств массовой информации и многолетнюю плодотворную деятельность[18].
- Орден Дружбы (13 января 2009 года) — за большой вклад в развитие печати и многолетнюю добросовестную работу[19].
- Командор ордена Заслуг перед Республикой Польша (27 апреля 2005 года, Польша)[20].
- Кавалер ордена «За заслуги» (2006, Франция).
- Государственная премия Российской Федерации в области литературы и искусства 2001 года (10 июня 2002 года) — за развитие издательством «Вагриус» лучших традиций российского книгоиздания[21].
- Премия Президента Российской Федерации за вклад в укрепление единства российской нации 2020 года (3 ноября 2020 года)[22].
- Почётная грамота Правительства Российской Федерации (2 августа 2010 года) — за большой вклад в подготовку и проведение Года России в Индии и Года Индии в России[23].
- Благодарность Правительства Российской Федерации (25 декабря 2023 года) — за достигнутые трудовые успехи и многолетнюю добросовестную работу[24].
- Благодарность Правительства Российской Федерации (19 ноября 2024 года) — за большой вклад в подготовку и проведение X Санкт-Петербургского международного форума объединённых культур[25].

## Семья
Женат. Имеет двух дочерей 1982 и 1994 года рождения и сына 2009 года рождения.